# 熊谷高幸
熊谷 高幸（くまがい たかゆき、1947年 - ）は、日本の心理学者、福井大学名誉教授。

## 略歴
愛知県生まれ。早稲田大学第一文学部フランス文学専攻卒業。印刷会社に勤めながら法政大学夜間部で2年間心理学を学ぶ。東北大学大学院教育学研究科博士課程単位取得退学。福井大学講師、助教授、教育地域科学部教授を経て名誉教授となる。専門は自閉症者のコミュニケーション障害とその支援。

## 著書
- 『自閉症の謎こころの謎 認知心理学からみたレインマンの世界』ミネルヴァ書房 1991
- 『自閉症からのメッセージ』1993 講談社現代新書
- 『自閉症 私とあなたが成り立つまで』ミネルヴァ書房 2006
- 『日本語は映像的である 心理学から見えてくる日本語のしくみ』新曜社 2011
- 『タテ書きはことばの景色をつくる タテヨコふたつの日本語がなぜ必要か?』新曜社 2013
- 『天才を生んだ孤独な少年期 ダ・ヴィンチからジョブズまで』新曜社 2015
- 『自閉症と感覚過敏 特有な世界はなぜ生まれ、どう支援すべきか?』新曜社 2017
- 『「心の理論」テストはほんとうは何を測っているのか』新曜社　2018

### 翻訳
- グニラ・ガーランド『自閉症者が語る人間関係と性』監訳,石井バークマン麻子訳 東京書籍 2007

## 論文
- <熊谷高幸